# 프라찬다 노선

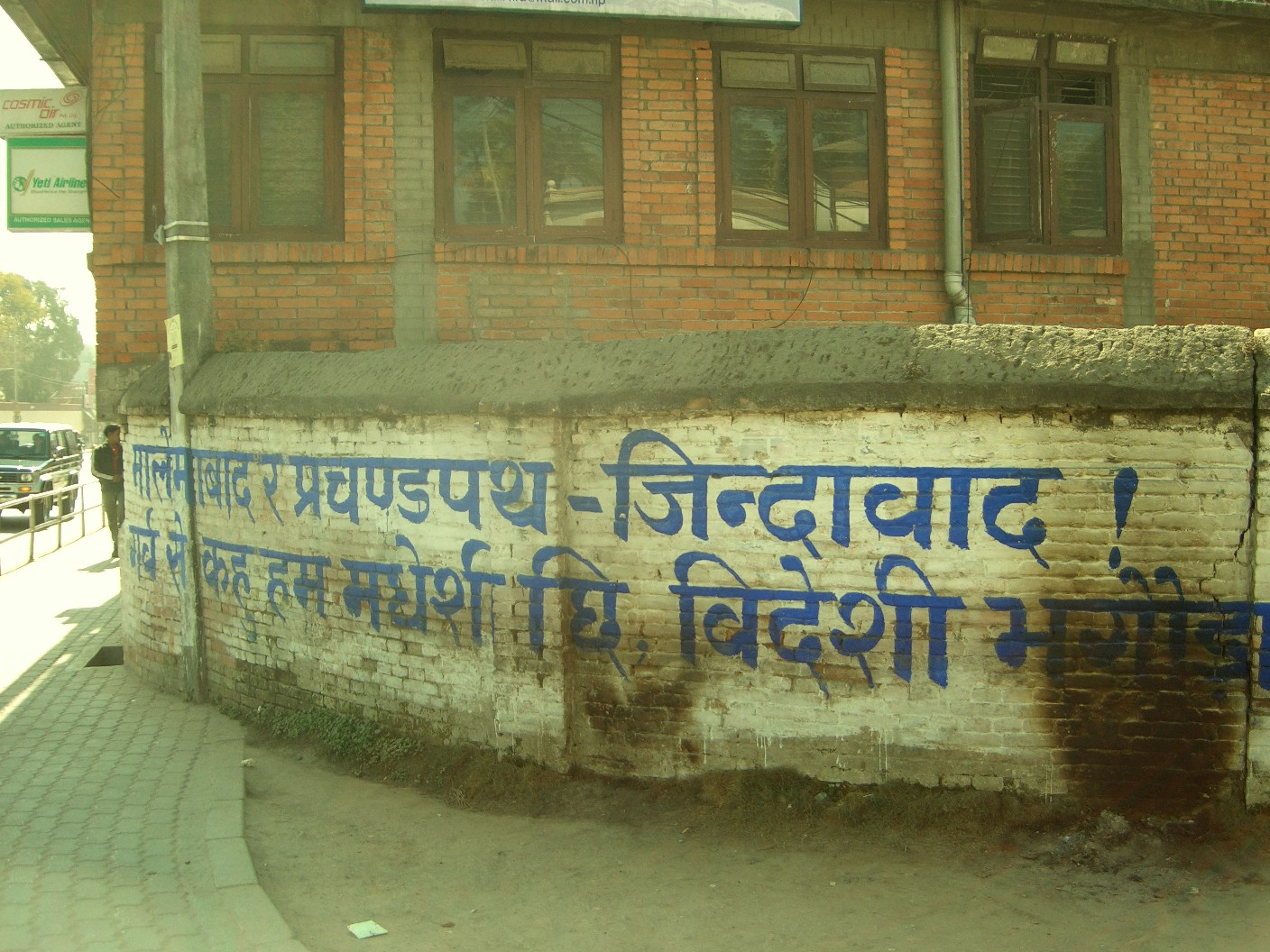
"마르크스-레닌-마오-프라찬다 노선 만세" 라고 쓰여 있다.

마르크스-레닌-마오-프라찬다주의 노선, 줄여서 프라찬다 노선(네팔어: मालेमावाद र प्रचण्डपथ 말레마바드 라 프라찬다파흐)은 네팔 통일공산당(UCPN(M))의 이념이다. 마르크스-레닌-마오쩌둥주의의 발전형이며 UCPN(M) 당수인 푸샤파 카말 다할의 별명인 프라찬다를 붙였다. 프라찬다 노선은 2001년 천명되었으며, 자신들의 이념을 "마르크스-레닌-마오-곤잘로 사상"이라고 칭하는 페루 공산당과 유사하다.